# كورت ماكيني
كورت ماكيني (بالإنجليزية: Kurt McKinney)‏ هو ملاكم كيك بوكسينغ ولاعب كاراتيه ولاعب تايكوندو وممثل أمريكي، ولد في 15 فبراير 1962 بلويفيل في الولايات المتحدة.

## وصلات خارجية
- كورت ماكيني على موقع IMDb (الإنجليزية)
- كورت ماكيني على موقع ألو سيني (الفرنسية)
- كورت ماكيني على موقع أول موفي (الإنجليزية)
- كورت ماكيني على موقع قاعدة بيانات الفيلم (الإنجليزية)
- كورت ماكيني على موقع كينوبويسك (الروسية)